# (5076) Lebedev-Kumach
(5076) Lebedev-Kumach es un asteroide perteneciente al cinturón de asteroides, descubierto el 26 de septiembre de 1973 por la astrónoma soviética Liudmila Chernyj desde el Observatorio Astrofísico de Crimea (República de Crimea), Rusia).

## Designación y nombre
Designado provisionalmente como 1973 SG4. Fue nombrado Lebedev-Kumach en honor al poeta soviético Vasili Lébedev-Kumach.